# Tuzhai
Tuzhai (kinesiska: 涂寨) är en köping i sydöstra Kina. Den ligger i Hui'an härad i staden Quanzhou i provinsen Fujian,   omkring 130 kilometer söder om provinshuvudstaden Fuzhou.